# Équipe des Émirats arabes unis masculine de volley-ball
L'équipe des Émirats arabes unis de volley-ball est composée des meilleurs joueurs émiratis sélectionnés par la Fédération émiratie de volley-ball (United Arab Emirates Volleyball Association, UAEVA). Elle est actuellement classée au 52e rang mondial par la Fédération Internationale de Volleyball au 7 octobre 2013.

## Sélection actuelle
Sélection pour les qualifications aux Championnats du monde 2010.

Entraîneur : Abdull Razak Fouad Kamoun  ; entraîneur-adjoint : Aljasmi Khalid Ahmed 

## Palmarès et parcours

### Palmarès
Néant.

### Parcours

#### Championnat d'Asie et d'Océanie
| - 1975 : Non qualifié - 1979 : Non qualifié - 1983 : Non qualifié - 1987 : Non qualifié - 1989 : Non qualifié - 1991 : Non qualifié - 1993 : Non qualifié - 1995 : Non qualifié - 1997 : Non qualifié - 1999 : Non qualifié | - 2001 : Non qualifié - 2003 : Non qualifié - 2005 : Non qualifié - 2007 : Non qualifié - 2009 : Non qualifié - 2011 : Non qualifié - 2013 : 14e |

#### Jeux asiatiques
| - 1958 : ? - 1962 : ? - 1966 : ? - 1970 : ? - 1974 : ? - 1978 : ? - 1982 : ? - 1986 : ? - 1990 : ? - 1994 : ? | - 1998 : Non qualifié - 2002 : Non qualifié - 2006 : 15e - 2010 : Non qualifié |